# Ichihashi-Linie
| Endstation Otomezaki |                   |                                       |                                       |
| Streckenlänge: | 1,3 km km         |                                       |                                       |
| Spurweite: | 1067 mm (Kapspur) |                                       |                                       |
| Streckengeschwindigkeit: | 30 km/h           |                                       |                                       |
| Zweigleisigkeit: | nein              |                                       |                                       |
| |                   |                                       |                                       |
| Gesellschaft: | Seinō Tetsudō     |                                       |                                       |
| \| \| \| Hirui-Linie \| 1928–2006 \| \| \| \| Lokomotivdepot Seinō Tetsudō \| \| \| \| 0,0 \| Mino-Akasaka (美濃赤坂) \| 1919– \| \| \| \| Mino-Akasaka-Linie \| 1919– \| \| \| 0,5 \| Akasaka-honmachi (赤坂本町) 1930–1945 \| Akasaka-honmachi (赤坂本町) 1930–1945 \| \| \| 1,3 \| Otomezaka (乙女坂) \| 1928– \| \| \| 2,0 \| Saruiwa (猿岩) \| 1928–2022 \| \| \| 2,6 \| Ichihashi (市橋) \| 1928–2006 \| |                   |                                       |                                       |
| Strecke (außer Betrieb) |                   | Hirui-Linie                           | 1928–2006                             |
| Abzweig ehemals geradeaus und von links · Betriebsstelle Streckenende und quer |                   | Lokomotivdepot Seinō Tetsudō          | Lokomotivdepot Seinō Tetsudō          |
| Abzweig quer, nach rechts und von rechts · Kopfbahnhof Streckenende und quer | 0,0               | Mino-Akasaka (美濃赤坂)               | 1919–                                 |
| Strecke |                   | Mino-Akasaka-Linie                    | 1919–                                 |
| ehemaliger Haltepunkt / Haltestelle | 0,5               | Akasaka-honmachi (赤坂本町) 1930–1945 | Akasaka-honmachi (赤坂本町) 1930–1945 |
| Dienststation / Betriebs- oder Güterbahnhof | 1,3               | Otomezaka (乙女坂)                    | 1928–                                 |
| ehemaliger Betriebs-/Güterbahnhof Strecke ab hier außer Betrieb | 2,0               | Saruiwa (猿岩)                        | 1928–2022                             |
| Betriebs-/Güterbahnhof Streckenende (Strecke außer Betrieb) | 2,6               | Ichihashi (市橋)                      | 1928–2006                             |

Die Ichihashi-Linie (jap. 市橋線 Ichihashi-sen) ist eine Eisenbahnstrecke auf der japanischen Insel Honshū, die von der Bahngesellschaft Seinō Tetsudō betrieben wird. Sie verläuft auf dem Stadtgebiet von Ōgaki in der Präfektur Gifu und ist dem Schienengüterverkehr vorbehalten.

## Streckenbeschreibung
Die in Kapspur (1067 mm) verlegte Strecke ist 1,3 km lang, eingleisig und nicht elektrifiziert; die Höchstgeschwindigkeit beträgt 30 km/h. Sie beginnt vor dem Bahnhof Mino-Akasaka, wo sie an die Mino-Akasaka-Linie in Richtung des Bahnhofs Ōgaki anschließt. In nördlicher Richtung führt sie nach Otomezaka; dort befindet sich eine Verladeanlage für Kalkstein und (gelegentlich) Marmor, der am Berg Kinsei-san abgebaut wird. In der Regel verkehren drei Güterzüge täglich zum Hafen von Nagoya und zurück.

## Geschichte
Am 17. Dezember 1928 nahm die Seinō Tetsudō die Ichihashi-Linie in Betrieb. Sie war damals 2,6 km lang und führte vom Bahnhof Mino-Akasaka nach Ichihashi. Zunächst diente sie ausschließlich dem Schienengüterverkehr. Am 1. Februar 1930 nahm sie den Personenverkehr zwischen den beiden Endstationen auf. Zu diesem Zweck hatte sie vom Eisenbahnministerium je einen Dieseltriebwagen der Baureihen Kihani 5000 und Kihani 40000 erworben. Ab 16. Juni 1935 beschränkte sich der Personenverkehr auf den Abschnitt zwischen Mino-Akasaka und Akasaka-honmachi. Aufgrund der sich verschlechternden Treibstoffsituation gegen Ende des Pazifikkriegs wurde er am 1. April 1945 dauerhaft eingestellt.
Da sich die Abbautätigkeit am Kinsei-san allmählich an andere Standorte verlagerte, nutzte die Seinō Tetsudō den nördlichsten Abschnitt zwischen Saruiwa und Ichihashi ab 1989 nur noch sporadisch und legte ihn am 31. März 2006 still. Am 6. Oktober 2016 entgleisten etwa 700 m nördlich von Mino-Akasaka drei Wagen eines Güterzugs, wobei es keine Verletzten gab. Dem Bericht der Verkehrssicherheitsbehörde zufolge hatte mangelhafte Instandhaltung der Gleise dazu geführt, dass sich die Spurweite verbreiterte und die Wagen in einer Kurve zwischen die Gleise auf den Oberbau fielen. Am 1. September 2022 folgte die Stilllegung des Abschnitts Otomezaka–Saruiwa.

## Liste der Bahnhöfe

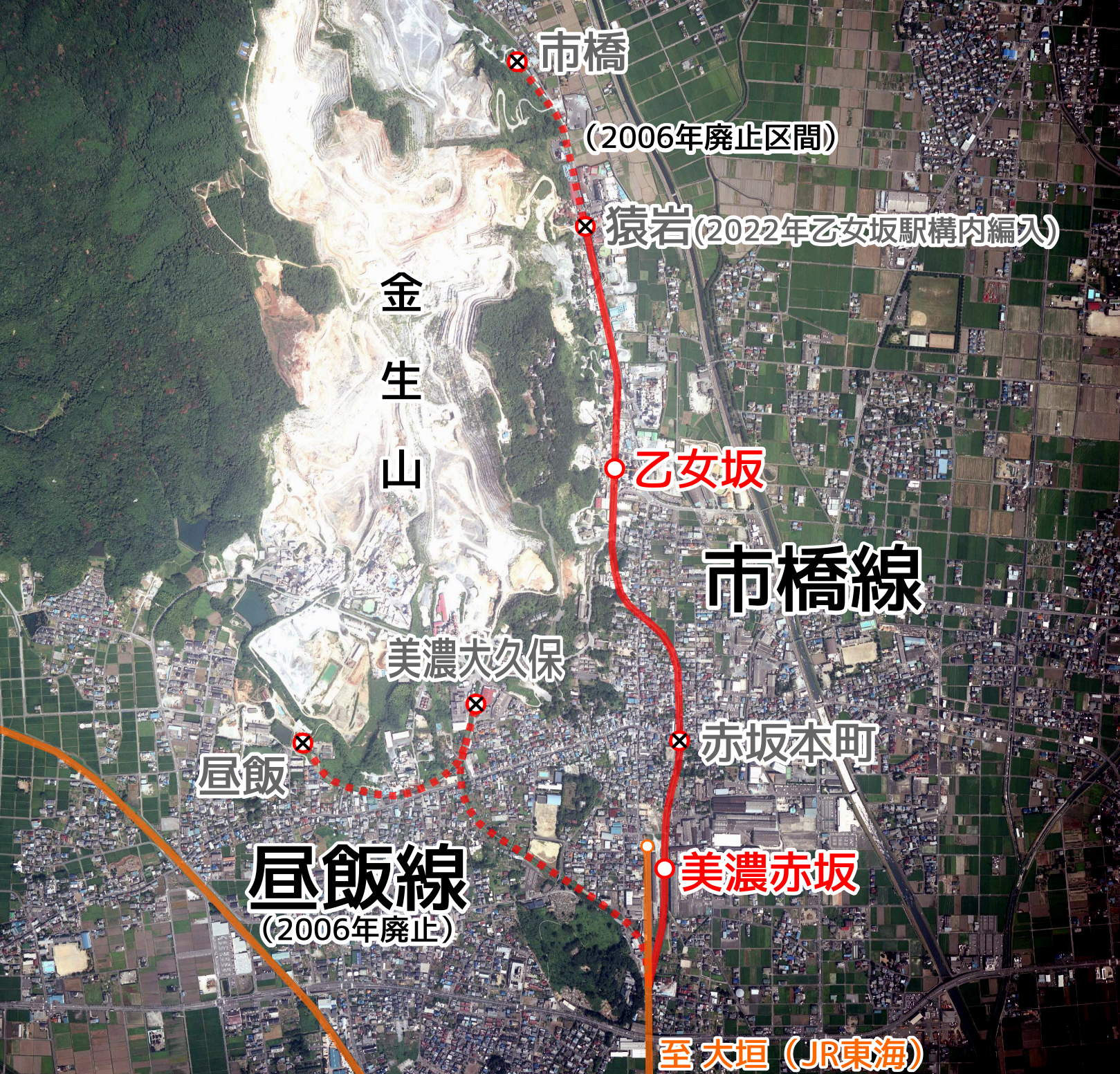
Luftbild des Streckennetzes von Seinō Tetsudō

| Name                        | km  | Anschlusslinien    | Lage   | Ort   |
| --------------------------- | --- | ------------------ | ------ | ----- |
| Mino-Akasaka (美濃赤坂)     | 0,0 | Mino-Akasaka-Linie | Koord. | Ōgaki |
| Akasaka-honmachi (赤坂本町) | 0,5 |                    | Koord. | Ōgaki |
| Otomezaka (乙女坂)          | 1,3 |                    | Koord. | Ōgaki |
| Saruiwa (猿岩)              | 2,0 |                    | Koord. | Ōgaki |
| Ichihashi (市橋)            | 2,6 |                    | Koord. | Ōgaki |